# Eastern Standard Tribe
Eastern Standard Tribe é uma novela de 2004 de Cory Doctorow. Como os dois primeiros livros de Doctorow, todo o texto foi lançado sob uma licença Creative Commons no site de Doctorow, permitindo que todo o texto do livro seja lido gratuitamente e distribuído sem a permissão do editor.

## Resumo do enredo
A novela ocorre em um mundo onde se formam "tribos" on-line, onde todos os membros estabelecem seus ritmos circadianos para o mesmo fuso horário, mesmo que os membros possam estar fisicamente localizados em qualquer lugar no mundo.
O livro alterna entre dois pontos de vista: Art encontra Linda em Londres, e Art no manicômio. O trama de Londres culmina em seu ataque a Fede, seu associado e um agente duplo para a "Eastern Standard Tribe", quando ele descobre sua traição. O trama do asilo ocorre após o ataque dele a Fede, e culmina em sua fuga do asilo e fundação de uma nova empresa para comercializar produtos de saúde usando seu conhecimento interno de instituições psiquiátricas.